# Andrzej Drohojowski (zm. 1692)
Andrzej Drohojowski herbu Korczak (zm. w 1692) – chorąży lubelski w latach 1678-1688, chorąży przemyski w latach 1667-1672, cześnik przemyski w latach 1662-1667, starosta łukowski  w latach 1688-1692, starosta powidzki w 1664 roku, kalwinista.
Studiował w 1651 roku na Uniwersytecie we Frank furcie nad Odrą, immatrykułował się na Uniwersytet w Lejdzie w 1653 roku.
Poseł województwa lubelskiego na sejm 1664/1665 roku. 
Był elektorem Michała Korybuta Wiśniowieckiego z ziemi przemyskiej w 1669 roku, jako deputat podpisał jego pacta conventa. Poseł sejmiku czernihowskiego na sejm 1690 roku. Poseł na sejm 1678/1679 roku, sejm 1681 roku, sejm zwyczajny 1688 roku, sejm nadzwyczajny 1688/1689 roku.